# فرخنده شکم‌نخودی
فرخنده شکم‌نخودی (نام علمی: Thlypopsis inornata) گونه‌ای از پرندگان تیرهٔ فرخندگان (Thraupidae) است.
در پرو و جنوب اکوادور یافت می‌شود. زیستگاه طبیعی آن بوته‌زارهای نیمه‌گرمسیری یا گرمسیری با ارتفاع زیاد است.